# Rhodamnia cinerea
Rhodamnia cinerea là một loài thực vật có hoa trong Họ Đào kim nương. Loài này được Jack miêu tả khoa học đầu tiên năm 1822.